# Ludas Matyi
Ludas Matyi va ser un setmanari satíric hongarès que es va publicar entre els anys 1945 i 1993, durant la República Popular d'Hongria. Va prendre el nom del protagonista del popular poema èpic de Mihály Fazekas (1766–1828).
Abans ja havia existit una revista de curta durada amb el mateix nom publicada el 1867. A més, durant els anys 1996 i 1999 es va rellançar una revista quinzenal amb el mateix nom.